# Kyle Shanahan
Pour les articles homonymes, voir Shanahan.
Kyle Michael Shanahan, né le 14 décembre 1979 à Minneapolis au Minnesota, est un entraîneur de football américain. Il est actuellement l'entraîneur principal des 49ers de San Francisco au sein de la National Football League (NFL).  
Précédemment, il a été coordinateur offensif pour les Texans de Houston, les Redskins de Washington, les Browns de Cleveland et les Falcons d'Atlanta. Durant la saison 2016, il dirige l'attaque des Falcons et domine la NFL au nombre de points inscrits. L'équipe se qualifie pour le Super Bowl LI, mais est battue par les Patriots de la Nouvelle-Angleterre. En 2017, Shanahan est engagé par les 49ers de San Francisco où il remplace Chip Kelly. Lors de sa troisième saison avec les 49ers, il atteint le Super Bowl LIV, mais son équipe s'incline contre les Chiefs de Kansas City.
Son père, Mike Shanahan, a également été entraîneur dans la NFL. Mike et Kyle sont le premier duo père-fils à atteindre le Super Bowl comme entraîneur principal.

## Biographie
Durant sa carrière universitaire, le fils de Mike Shanahan a étudié à l'université du Texas et a joué pour les Longhorns en tant que wide receiver. Après avoir gradué de l'université en 2003, il commence une carrière d'entraîneur en devenant assistant gradué chez les Bruins d'UCLA.
Il obtient un premier emploi dans la National Football League (NFL) en 2004 en occupant le poste d'entraîneur du contrôle de la qualité offensive chez les Buccaneers de Tampa Bay, sous les ordres de Jon Gruden. Il reste deux saisons avant de rejoindre les Texans de Houston en 2006 comme entraîneur des wide receivers sous les ordres de Gary Kubiak, qui avait travaillé sous Mike Shanahan comme coordinateur offensif avec les Broncos de Denver. Il devient par la suite leur entraîneur des quarterbacks l'année suivante avant d'être promu coordinateur offensif en 2008. Âgé de 28 ans, il est à ce moment le plus jeune coordinateur de la ligue.
En 2010, il quitte les Texans pour rejoindre son père Mike, devenu entraîneur principal des Redskins de Washington, en tant que coordinateur offensif. Durant son séjour avec l'équipe, les performances des Redskins ont amené certains à croire qu'il a été engagé par népotisme plutôt que par mérite. Il est renvoyé, tout comme son père, par l'équipe au terme de la saison 2013 .
Il rejoint en 2014 les Browns de Cleveland comme coordinateur offensif. Il démissionne après seulement une saison après des différends avec l'entraîneur principal Mike Pettine et la direction de l'équipe.
Il est engagé par les Falcons d'Atlanta en 2015 comme coordinateur offensif sous le nouvel entraîneur principal Dan Quinn. En 2016, il dirige une des meilleures attaques de la ligue, en étant l'équipe ayant inscrit le plus de points, et aide son équipe à se qualifier au Super Bowl LI. Malgré une avance de 28 à 3, les Falcons s'effondrent au quatrième quart-temps et perdent le match 34 à 28 en prolongation. Shanahan est critiqué pour avoir été trop agressif en ne priorisant pas les jeux de course en fin de match.
Le 6 février 2017, lendemain de la défaite au Super Bowl, il est nommé entraîneur principal des 49ers de San Francisco. 
En 2019, il mène les 49ers à un bilan de 13 victoires et 3 défaites ainsi que le premier rang de la NFC, leur donnant accès aux éliminatoires pour la première fois depuis 2013. Son équipe se rend jusqu'au Super Bowl LIV, qui est toutefois perdu contre les Chiefs de Kansas City.

## Statistiques comme entraîneur
| Équipe                 | Saison | Saison régulière | Saison régulière | Saison régulière | Saison régulière | Saison régulière | Phase éliminatoire | Phase éliminatoire | Phase éliminatoire | Phase éliminatoire                                                |
| Équipe                 | Saison | G                | P                | N                | % victoires      | Classement       | G                  | P                  | % victoires        | Résultat                                                          |
| ---------------------- | ------ | ---------------- | ---------------- | ---------------- | ---------------- | ---------------- | ------------------ | ------------------ | ------------------ | ----------------------------------------------------------------- |
| 49ers de San Francisco | 2017   | 6                | 10               | 0                | 37,5             | 4e NFC Ouest     | -                  | -                  | -                  | -                                                                 |
| 49ers de San Francisco | 2018   | 4                | 12               | 0                | 25               | 3e NFC Ouest     | -                  | -                  | -                  | -                                                                 |
| 49ers de San Francisco | 2019   | 13               | 3                | 0                | 81,3             | 1er NFC Ouest    | 2                  | 1                  | 66,7               | Défaite contre les Chiefs de Kansas City au Super Bowl LIV        |
| 49ers de San Francisco | 2020   | 6                | 10               | 0                | 37,5             | 4e NFC Ouest     | -                  | -                  | -                  | -                                                                 |
| 49ers de San Francisco | 2021   | 10               | 7                | 0                | 58,8             | 3e NFC Ouest     | 2                  | 1                  | 66,7               | Défaite contre les Rams de Los Angeles en finale de conférence    |
| 49ers de San Francisco | 2022   | 13               | 4                | 0                | 76,5             | 1er NFC Ouest    | 2                  | 1                  | 66,7               | Défaite contre les Eagles de Philadelphie en finale de conférence |
| Totaux                 | Totaux | 50               | 46               | 0                | 52,1             |                  | 6                  | 3                  | 66,7               |                                                                   |